# Temporada da NHL de 2007–08
A temporada da NHL de 2007–08, a 90.ª da história da liga, realizou-se entre 3 de outubro de 2007 e 6 de abril de 2008, com os playoffs iniciando-se a 9 de abril e encerrando a 4 de junho de 2008. O campeão foi o Detroit Red Wings, que venceu as finais contra o Pittsburgh Penguins em seis jogos.

## Temporada regular

### Classificação final
Times em verde classificaram-se aos playoffs.
Times em amarelo conquistaram suas respectivas divisões.
Time em laranja conquistou sua conferência.
Time em vermelho conquistou o Troféu dos Presidentes, com a melhor campanha da liga.
Números em parênteses indicam a classificação na conferência. Líderes de divisão são automaticamente classificados como os três primeiros da conferência. Os oito primeiros em cada conferência classificam-se aos playoffs.

#### Conferência Leste
| Divisão do Atlântico    | J  | V  | D  | DP | GP  | GC  | PG  |
| ----------------------- | -- | -- | -- | -- | --- | --- | --- |
| Pittsburgh Penguins (2) | 82 | 47 | 27 | 8  | 247 | 216 | 102 |
| New Jersey Devils (4)   | 82 | 46 | 29 | 7  | 206 | 197 | 99  |
| New York Rangers (5)    | 82 | 42 | 27 | 13 | 213 | 199 | 97  |
| Philadelphia Flyers (6) | 82 | 42 | 29 | 11 | 248 | 233 | 95  |
| New York Islanders (13) | 82 | 35 | 38 | 9  | 194 | 243 | 79  |

| Divisão Nordeste         | J  | V  | D  | DP | GP  | GC  | PG  |
| ------------------------ | -- | -- | -- | -- | --- | --- | --- |
| Montreal Canadiens (1)   | 82 | 47 | 25 | 10 | 262 | 222 | 104 |
| Ottawa Senators (7)      | 82 | 43 | 31 | 8  | 261 | 247 | 94  |
| Boston Bruins (8)        | 82 | 41 | 29 | 12 | 212 | 222 | 94  |
| Buffalo Sabres (10)      | 82 | 39 | 31 | 12 | 255 | 242 | 90  |
| Toronto Maple Leafs (12) | 82 | 36 | 35 | 11 | 231 | 260 | 83  |

| Divisão Sudeste          | J  | V  | D  | DP | GP  | GC  | PG |
| ------------------------ | -- | -- | -- | -- | --- | --- | -- |
| Washington Capitals (3)  | 82 | 43 | 31 | 8  | 242 | 231 | 94 |
| Carolina Hurricanes (9)  | 82 | 43 | 33 | 6  | 252 | 249 | 92 |
| Florida Panthers (11)    | 82 | 38 | 35 | 9  | 216 | 226 | 85 |
| Atlanta Thrashers (14)   | 82 | 34 | 40 | 8  | 216 | 272 | 76 |
| Tampa Bay Lightning (15) | 82 | 31 | 42 | 9  | 223 | 267 | 71 |

#### Conferência Oeste
| Divisão Central            | J  | V  | D  | DP | GP  | GC  | PG  |
| -------------------------- | -- | -- | -- | -- | --- | --- | --- |
| Detroit Red Wings (1)      | 82 | 54 | 21 | 7  | 257 | 184 | 115 |
| Nashville Predators (8)    | 82 | 41 | 32 | 9  | 230 | 229 | 91  |
| Chicago Blackhawks (10)    | 82 | 40 | 34 | 8  | 239 | 235 | 88  |
| Columbus Blue Jackets (13) | 82 | 34 | 36 | 12 | 193 | 218 | 80  |
| St. Louis Blues (14)       | 82 | 33 | 36 | 13 | 205 | 237 | 79  |

| Divisão Noroeste       | J  | V  | D  | DP | GP  | GC  | PG |
| ---------------------- | -- | -- | -- | -- | --- | --- | -- |
| Minnesota Wild (3)     | 82 | 44 | 28 | 10 | 223 | 218 | 98 |
| Colorado Avalanche (6) | 82 | 44 | 31 | 7  | 231 | 219 | 95 |
| Calgary Flames (7)     | 82 | 42 | 30 | 10 | 229 | 227 | 94 |
| Edmonton Oilers (9)    | 82 | 41 | 35 | 6  | 235 | 251 | 88 |
| Vancouver Canucks (11) | 82 | 39 | 33 | 10 | 213 | 215 | 88 |

| Divisão do Pacífico    | J  | V  | D  | DP | GP  | GC  | PG  |
| ---------------------- | -- | -- | -- | -- | --- | --- | --- |
| San Jose Sharks (2)    | 82 | 49 | 23 | 10 | 258 | 222 | 108 |
| Anaheim Ducks (4)      | 82 | 47 | 27 | 8  | 205 | 191 | 102 |
| Dallas Stars (5)       | 82 | 45 | 30 | 7  | 242 | 207 | 97  |
| Phoenix Coyotes (12)   | 82 | 38 | 37 | 7  | 214 | 231 | 83  |
| Los Angeles Kings (15) | 82 | 32 | 43 | 7  | 231 | 266 | 71  |

### Artilheiros
Lista completa (em inglês)
J = jogos disputados; G = gols; A = assistências; Pts = pontos; +/– = mais/menos; PIM = minutos de penalidades
| Jogador            | Time                | J  | G  | A  | Pts | +/– | PIM |
| ------------------ | ------------------- | -- | -- | -- | --- | --- | --- |
| Alexander Ovechkin | Washington Capitals | 82 | 65 | 47 | 112 | +28 | 40  |
| Evgeni Malkin      | Pittsburgh Penguins | 82 | 47 | 59 | 106 | +16 | 78  |
| Jarome Iginla      | Calgary Flames      | 82 | 50 | 48 | 98  | +27 | 83  |
| Pavel Datsyuk      | Detroit Red Wings   | 82 | 31 | 66 | 97  | +41 | 20  |
| Joe Thornton       | San Jose Sharks     | 82 | 29 | 67 | 96  | +18 | 59  |
| Henrik Zetterberg  | Detroit Red Wings   | 75 | 43 | 49 | 92  | +30 | 34  |
| Vincent Lecavalier | Tampa Bay Lightning | 81 | 40 | 52 | 92  | -17 | 89  |
| Jason Spezza       | Ottawa Senators     | 76 | 34 | 58 | 92  | +26 | 66  |
| Daniel Alfredsson  | Ottawa Senators     | 70 | 40 | 49 | 89  | +15 | 34  |
| Ilya Kovalchuk     | Atlanta Thrashers   | 79 | 52 | 35 | 87  | -12 | 52  |

### Melhores goleiros
Lista completa (em inglês)
Nota: J = Jogos disputados; TNG = Tempo no gelo (em minutos); V = Vitórias; D = Derrotas; DP = Derrotas na prorrogação ou nos pênaltis; GC = Gols contra; SO = Shutouts; %DF = Porcentagem de defesas; MGC = Média de gols contra
| Jogador                | Time              | J  | TNG   | V  | D  | DP | GC  | SO | %DF  | MGC  |
| ---------------------- | ----------------- | -- | ----- | -- | -- | -- | --- | -- | ---- | ---- |
| Chris Osgood           | Detroit Red Wings | 43 | 2,408 | 27 | 9  | 4  | 84  | 4  | .914 | 2.09 |
| Dominik Hasek          | Detroit Red Wings | 41 | 2,350 | 27 | 10 | 3  | 84  | 5  | .902 | 2.14 |
| Jean-Sebastien Giguere | Anaheim Ducks     | 58 | 3,310 | 35 | 17 | 6  | 117 | 4  | .922 | 2.12 |
| Martin Brodeur         | New Jersey Devils | 77 | 4,635 | 44 | 27 | 6  | 168 | 4  | .920 | 2.17 |
| Evgeni Nabokov         | San Jose Sharks   | 77 | 4,560 | 46 | 21 | 8  | 163 | 6  | .910 | 2.14 |

### Marcas alcançadas
- 7 de outubro: Joe Sakic alcançou 1.591 pontos e passou Phil Esposito, assumindo a oitava posição na lista de todos os tempos.
- 11 de outubro: Mats Sundin marcou seu 390.º gol pelo Toronto Maple Leafs e chegou ao seu 917.º ponto em Toronto, quebrando o recorde que pertencia a Darryl Sittler. Em 27 de novembro, Sundin tornar-se-ia o primeiro jogador a marcar 400 gols com a camisa dos Maple Leafs.
- 3 de novembro: Al Arbour treinou seu 1.500.º jogo pelo New York Islanders e conseguiu sua 740.ª vitória com o time. Ambos são recordes da NHL para um mesmo time. Aos 75 anos, ele tornou-se o treinador mais velho de um time da liga. Ele, na verdade, aposentou-se em 1994 e só treinou nesta partida para alcançar a marca de 1.500 jogos.
- 7 de novembro: Mike Modano quebrou o recorde de Phil Housley de pontos por um jogador nascido nos Estados Unidos.
- 10 de novembro: Jeremy Roenick marcou o 500.º gol de sua carreira, tornando-se o 40.º jogador na liga — e o terceiro americano — a conseguir tal feito.
- 17 de novembro: Martin Brodeur conseguiu a 500.ª vitória de sua carreira, tornando-se o segundo goleiro na história da liga a consegui-la.
- 20 de dezembro: Marian Gaborik marcou cinco gols pelo Minnesota Wild em uma vitória por 6-3 sobre o New York Rangers. Ele foi o primeiro jogador a marcar cinco em uma partida desde Sergei Fedorov, em 26 de dezembro de 1996.
- 10 de março: Jarome Iginla marcou seu 365.º gol, passando Theoren Fleury na liderança de todos os tempos do Calgary Flames.
- 11 de março: Andrew Cogliano estabeleceu um recorde na NHL ao marcar o gol da vitória na prorrogação pelo terceiro jogo seguido.
- 13 de março: O Detroit Red Wings alcançou a marca dos cem pontos pela oitava temporada seguida, igualando o recorde da NHL estabelecido pelo Montreal Canadiens entre 1975 e 1982.
- 21 de março: Alexander Ovechkin tornou-se o primeiro jogador a marcar 60 gols desde a temporada de 1995-96 (Mario Lemieux e Jaromir Jagr).
- 3 de abril: Ovechkin marcou seus 63.º e 64.º gols da temporada e passou o recorde de Luc Robitaille de maior número de gols em uma temporada marcado por um ponta esquerda. O recorde anterior tinha sido estabelecido quando Robitaille defendia o Los Angeles Kings, na temporada de 1992-93.
- 6 de abril: Keith Tkachuk marcou o 500.º gol de sua carreira, tornando-se o 41.º jogador na liga — e o quarto americano — a conseguir tal feito.

## Playoffs da Copa Stanley

### Tabela
|  | Quartas-de-final de conferência | Quartas-de-final de conferência | Quartas-de-final de conferência |   |                     | Semifinais de conferência | Semifinais de conferência | Semifinais de conferência |  |   | Finais de Conferência | Finais de Conferência | Finais de Conferência |  |    | Finais da Copa Stanley | Finais da Copa Stanley | Finais da Copa Stanley |
|  |                                 |                                 |                                 |   |                     |                           |                           |                           |  |   |                       |                       |                       |  |    |                        |                        |                        |
|  | 1                               | Montreal Canadiens              | 4                               |   |                     |                           |                           |                           |  |   |                       |                       |                       |  |    |                        |                        |                        |
|  | 8                               | Boston Bruins                   | 3                               |   |                     |                           |                           |                           |  |   |                       |                       |                       |  |    |                        |                        |                        |
|  | 8                               | Boston Bruins                   | 3                               |   | 1                   | Montreal Canadiens        | 1                         |                           |  |   |                       |                       |                       |  |    |                        |                        |                        |
|  |                                 |                                 |                                 |   | 1                   | Montreal Canadiens        | 1                         |                           |  |   |                       |                       |                       |  |    |                        |                        |                        |
|  |                                 | 6                               | Philadelphia Flyers             | 4 |                     |                           |                           |                           |  |   |                       |                       |                       |  |    |                        |                        |                        |
|  | 2                               | 6                               | Philadelphia Flyers             | 4 | Pittsburgh Penguins | 4                         |                           |                           |  |   |                       |                       |                       |  |    |                        |                        |                        |
|  | 2                               |                                 |                                 |   | Pittsburgh Penguins | 4                         |                           |                           |  |   |                       |                       |                       |  |    |                        |                        |                        |
|  | 7                               | Ottawa Senators                 | 0                               |   |                     |                           |                           |                           |  |   |                       |                       |                       |  |    |                        |                        |                        |
|  | 7                               | Ottawa Senators                 | 0                               |   |                     |                           |                           |                           |  | 2 | Pittsburgh Penguins   | 4                     |                       |  |    |                        |                        |                        |
|  | Conferência Leste               |                                 |                                 |   |                     |                           |                           |                           |  | 2 | Pittsburgh Penguins   | 4                     |                       |  |    |                        |                        |                        |
|  |                                 | 6                               | Philadelphia Flyers             | 1 |                     |                           |                           |                           |  |   |                       |                       |                       |  |    |                        |                        |                        |
|  | 3                               | 6                               | Philadelphia Flyers             | 1 | Washington Capitals | 3                         |                           |                           |  |   |                       |                       |                       |  |    |                        |                        |                        |
|  | 3                               |                                 |                                 |   | Washington Capitals | 3                         |                           |                           |  |   |                       |                       |                       |  |    |                        |                        |                        |
|  | 6                               | Philadelphia Flyers             | 4                               |   |                     |                           |                           |                           |  |   |                       |                       |                       |  |    |                        |                        |                        |
|  | 6                               | Philadelphia Flyers             | 4                               |   | 2                   | Pittsburgh Penguins       | 4                         |                           |  |   |                       |                       |                       |  |    |                        |                        |                        |
|  |                                 |                                 |                                 |   | 2                   | Pittsburgh Penguins       | 4                         |                           |  |   |                       |                       |                       |  |    |                        |                        |                        |
|  |                                 | 5                               | New York Rangers                | 1 |                     |                           |                           |                           |  |   |                       |                       |                       |  |    |                        |                        |                        |
|  | 4                               | 5                               | New York Rangers                | 1 | New Jersey Devils   | 1                         |                           |                           |  |   |                       |                       |                       |  |    |                        |                        |                        |
|  | 4                               |                                 |                                 |   | New Jersey Devils   | 1                         |                           |                           |  |   |                       |                       |                       |  |    |                        |                        |                        |
|  | 5                               | New York Rangers                | 4                               |   |                     |                           |                           |                           |  |   |                       |                       |                       |  |    |                        |                        |                        |
|  | 5                               | New York Rangers                | 4                               |   |                     |                           |                           |                           |  |   |                       |                       |                       |  | L2 | Pittsburgh Penguins    | 2                      |                        |
|  |                                 |                                 |                                 |   |                     |                           |                           |                           |  |   |                       |                       |                       |  | L2 | Pittsburgh Penguins    | 2                      |                        |
|  |                                 | O1                              | Detroit Red Wings               | 4 |                     |                           |                           |                           |  |   |                       |                       |                       |  |    |                        |                        |                        |
|  | 1                               | O1                              | Detroit Red Wings               | 4 | Detroit Red Wings   | 4                         |                           |                           |  |   |                       |                       |                       |  |    |                        |                        |                        |
|  | 1                               |                                 |                                 |   | Detroit Red Wings   | 4                         |                           |                           |  |   |                       |                       |                       |  |    |                        |                        |                        |
|  | 8                               | Nashville Predators             | 2                               |   |                     |                           |                           |                           |  |   |                       |                       |                       |  |    |                        |                        |                        |
|  | 8                               | Nashville Predators             | 2                               |   | 1                   | Detroit Red Wings         | 4                         |                           |  |   |                       |                       |                       |  |    |                        |                        |                        |
|  |                                 |                                 |                                 |   | 1                   | Detroit Red Wings         | 4                         |                           |  |   |                       |                       |                       |  |    |                        |                        |                        |
|  |                                 | 6                               | Colorado Avalanche              | 0 |                     |                           |                           |                           |  |   |                       |                       |                       |  |    |                        |                        |                        |
|  | 2                               | 6                               | Colorado Avalanche              | 0 | San Jose Sharks     | 4                         |                           |                           |  |   |                       |                       |                       |  |    |                        |                        |                        |
|  | 2                               |                                 |                                 |   | San Jose Sharks     | 4                         |                           |                           |  |   |                       |                       |                       |  |    |                        |                        |                        |
|  | 7                               | Calgary Flames                  | 3                               |   |                     |                           |                           |                           |  |   |                       |                       |                       |  |    |                        |                        |                        |
|  | 7                               | Calgary Flames                  | 3                               |   |                     |                           |                           |                           |  | 1 | Detroit Red Wings     | 4                     |                       |  |    |                        |                        |                        |
|  | Conferência Oeste               |                                 |                                 |   |                     |                           |                           |                           |  | 1 | Detroit Red Wings     | 4                     |                       |  |    |                        |                        |                        |
|  |                                 | 5                               | Dallas Stars                    | 2 |                     |                           |                           |                           |  |   |                       |                       |                       |  |    |                        |                        |                        |
|  | 3                               | 5                               | Dallas Stars                    | 2 | Minnesota Wild      | 2                         |                           |                           |  |   |                       |                       |                       |  |    |                        |                        |                        |
|  | 3                               |                                 |                                 |   | Minnesota Wild      | 2                         |                           |                           |  |   |                       |                       |                       |  |    |                        |                        |                        |
|  | 6                               | Colorado Avalanche              | 4                               |   |                     |                           |                           |                           |  |   |                       |                       |                       |  |    |                        |                        |                        |
|  | 6                               | Colorado Avalanche              | 4                               |   | 2                   | San Jose Sharks           | 2                         |                           |  |   |                       |                       |                       |  |    |                        |                        |                        |
|  |                                 |                                 |                                 |   | 2                   | San Jose Sharks           | 2                         |                           |  |   |                       |                       |                       |  |    |                        |                        |                        |
|  |                                 | 5                               | Dallas Stars                    | 4 |                     |                           |                           |                           |  |   |                       |                       |                       |  |    |                        |                        |                        |
|  | 4                               | 5                               | Dallas Stars                    | 4 | Anaheim Ducks       | 2                         |                           |                           |  |   |                       |                       |                       |  |    |                        |                        |                        |
|  | 4                               |                                 |                                 |   | Anaheim Ducks       | 2                         |                           |                           |  |   |                       |                       |                       |  |    |                        |                        |                        |
|  | 5                               | Dallas Stars                    | 4                               |   |                     |                           |                           |                           |  |   |                       |                       |                       |  |    |                        |                        |                        |

Em cada fase, o time de classificação mais alta em cada conferência é pareado contra o de menor classificação remanescente e tem o mando de gelo, o que dá a ele um máximo de quatro jogos em casa, com o outro time podendo jogar em casa no máximo três vezes. Nas finais da Copa Stanley, o mando de gelo é determinado pelo número de pontos na temporada regular. Cada série melhor-de-sete segue o formato 2-2-1-1-1. Isso significa que o time melhor classificado jogará em casa os jogos 1 e 2, além dos jogos 5 e 7, se necessários; o adversário jogará em casa nos jogos 3 e 4, e no jogo 6, se necessário.

### Artilheiros
| Jogador           | Time                | J  | G  | A  | Pts | +/– |
| ----------------- | ------------------- | -- | -- | -- | --- | --- |
| Henrik Zetterberg | Detroit Red Wings   | 22 | 13 | 14 | 27  | +16 |
| Sidney Crosby     | Pittsburgh Penguins | 20 | 6  | 21 | 27  | +7  |
| Marián Hossa      | Pittsburgh Penguins | 20 | 12 | 14 | 26  | +8  |
| Pavel Datsyuk     | Detroit Red Wings   | 22 | 10 | 13 | 23  | +13 |
| Evgeni Malkin     | Pittsburgh Penguins | 20 | 10 | 12 | 22  | +3  |
| Johan Franzen     | Detroit Red Wings   | 16 | 13 | 5  | 18  | +13 |
| Mike Ribeiro      | Dallas Stars        | 18 | 3  | 14 | 17  | 0   |
| Daniel Briere     | Philadelphia Flyers | 17 | 9  | 7  | 16  | -3  |
| Ryan Malone       | Pittsburgh Penguins | 20 | 6  | 10 | 16  | +4  |
| R.J. Umberger     | Philadelphia Flyers | 17 | 10 | 5  | 15  | +7  |